# Jean Dondelinger
Jean Dondelinger (4 juillet 1931 – 21 octobre 2004) est un diplomate et fonctionnaire luxembourgeois. 

## Biographie
Il fait ses études de droit à Nancy et Paris, puis obtient un doctorat de science politique au St Antony's College d'Oxford.
Il a servi comme commissaire européen luxembourgeois aux Affaires culturelles et à l'Audiovisuel dans la commission Delors II et occupé des positions au sein service civil et du service diplomatique.

## Distinctions
- 1993 : Médaille Robert Schuman (en)

## Décorations
- Grand croix d'argent de l'ordre du Mérite autrichien[1] (promotion 1973, Autriche).
- Commandeur de l'ordre des Arts et des Lettres Il est fait commandeur lors de la promotion du 12 juin 1996[2].